# Brückenlandschaft Ruhraue

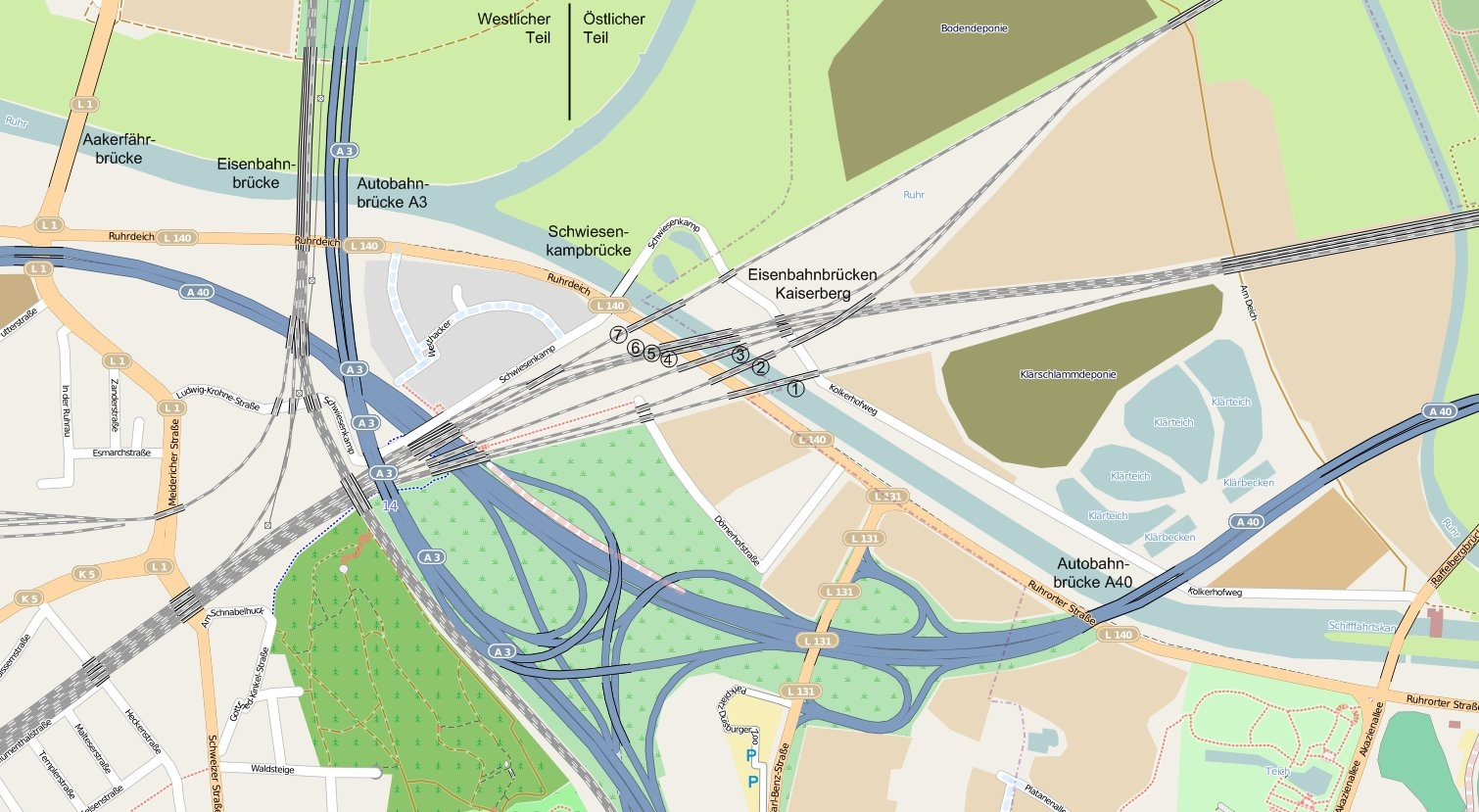
Lage der Brücken

Die Brückenlandschaft Ruhraue ist ein von Route der Industriekultur so bezeichnetes Ensemble von Brücken über die Ruhr an der Stadtgrenze von Duisburg und Mülheim an der Ruhr.
Zu den Brücken am Übergang des rechtsrheinischen Schiefergebirges zur Rheinebene im Bereich des Duisburger Kaiserbergs zählen Eisenbahnbrücken aus 140 Jahren sowie Straßenbrücken, darunter mehrere Autobahnbrücken.

## Lage und Funktion
Die Brückenlandschaft lässt sich grob in zwei Abschnitte unterteilen, einen östlichen Teil entlang des Ruhrkanals zwischen Ruhrschleuse Raffelberg und der Mündung des alten Ruhrarmes und einen westlichen Teil stromabwärts bis zur Mündung des Rhein-Herne-Kanals.

### Östlicher Teil
Im östlichen Abschnitt verlaufen die Brücken grob in West-Ost-Richtung über die in diesem Teilstück kanalisierte Ruhr, dem 1927 fertiggestellten Ruhrschifffahrtskanal:
Autobahnbrücke:
(51° 26′ 32″ N, 6° 49′ 8″ O)
Die in Flussrichtung erste Ruhrquerung ist die Autobahnbrücke der Bundesautobahn 40. Sie ist sechsspurig ausgebaut, obwohl die Autobahn beiderseits der Brücke nur vierspurig weiterführt, allerdings schließen sich am Südufer je zwei Beschleunigungs- bzw. Verzögerungsstreifen des Autobahnkreuzes Kaiserberg an.

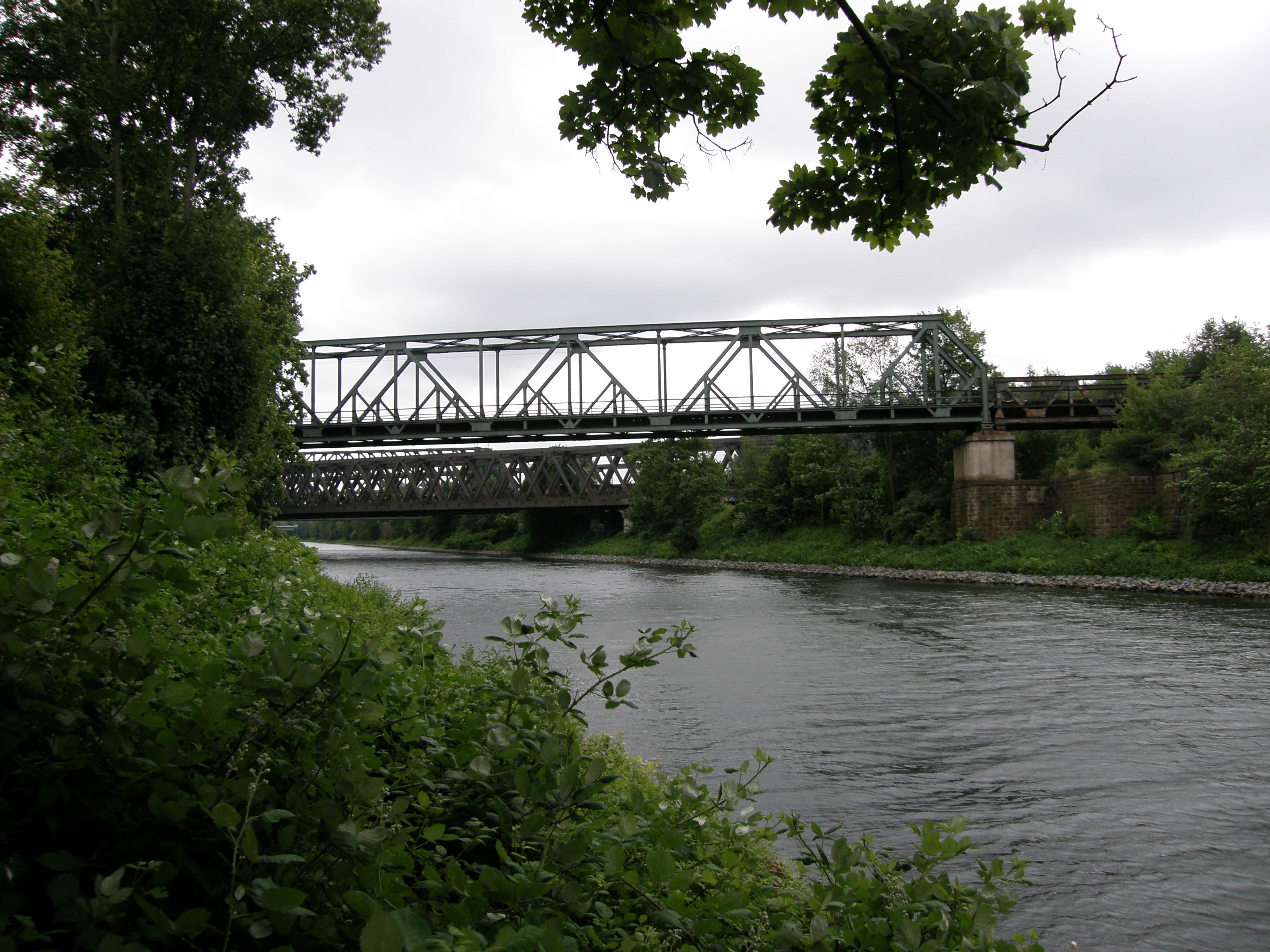
Eisenbahnbrücken über den Ruhrkanal vom Schwiesenkamp aus gesehen

Eisenbahnbrücken Kaiserberg:
Einen knappen Flusskilometer flussabwärts queren insgesamt sieben (ehemals acht) Fachwerkträgerbrücken kurz nacheinander die Ruhr. Über sie führen zwei der wichtigsten Bahnstrecken des Ruhrgebietes, der Bahnstrecke von Duisburg nach Oberhausen der Köln-Mindener Eisenbahn-Gesellschaft (CME) und der Bahnstrecke von Duisburg nach Mülheim (Ruhr) der Bergisch-Märkischen Eisenbahn-Gesellschaft (BME).
- Brücke 1: Fernbahn DU → MH (51° 26′ 45″ N, 6° 48′ 36″ O)
- Brücke 2: Fernbahn DU → OB (51° 26′ 46″ N, 6° 48′ 33″ O)
- Brücke 3: S-Bahn DU → MH (51° 26′ 46,7″ N, 6° 48′ 31,5″ O)
- Brücke 4: S-Bahn MH → DU (51° 26′ 47,2″ N, 6° 48′ 30″ O)
- Brücke 5: Fernbahn MH → DU (51° 26′ 47,4″ N, 6° 48′ 29,5″ O)
- Brücke 6: Fernbahn MH → DU bzw. S-Bahn DU → OB (51° 26′ 47,6″ N, 6° 48′ 29″ O)
- Brücke 7: Fern/S-Bahn OB → DU (51° 26′ 49″ N, 6° 48′ 25″ O)

Die nördlichste Brücke (7) geht auf den Bau der Stammstrecke der CME 1847 zurück und war seit 1851 zweigleisig. Die mittlere Brücke (4) stammt in ihren Ursprüngen vom Bau der Ruhrgebietsstrecke der BME aus dem Jahr 1862 und wurde 1974 im Zuge des S-Bahnbaus verbreitert und renoviert. Das südlichste Brückenbauwerk (1), bestehend aus zwei Teilbrücken, stammt ursprünglich aus dem Jahr 1911. 2019 ersetzte ein Neubau beide Brücken.
Es ist geplant, drei weitere Brücken aus den 1920er-Jahren neuzubauen. Brücke 7 wird zurzeit neu gebaut. Die Inbetriebnahme soll im Sommer 2023 erfolgen.[veraltet]
Kolkerhofbrücke:
(51° 26′ 50,5″ N, 6° 48′ 22″ O)

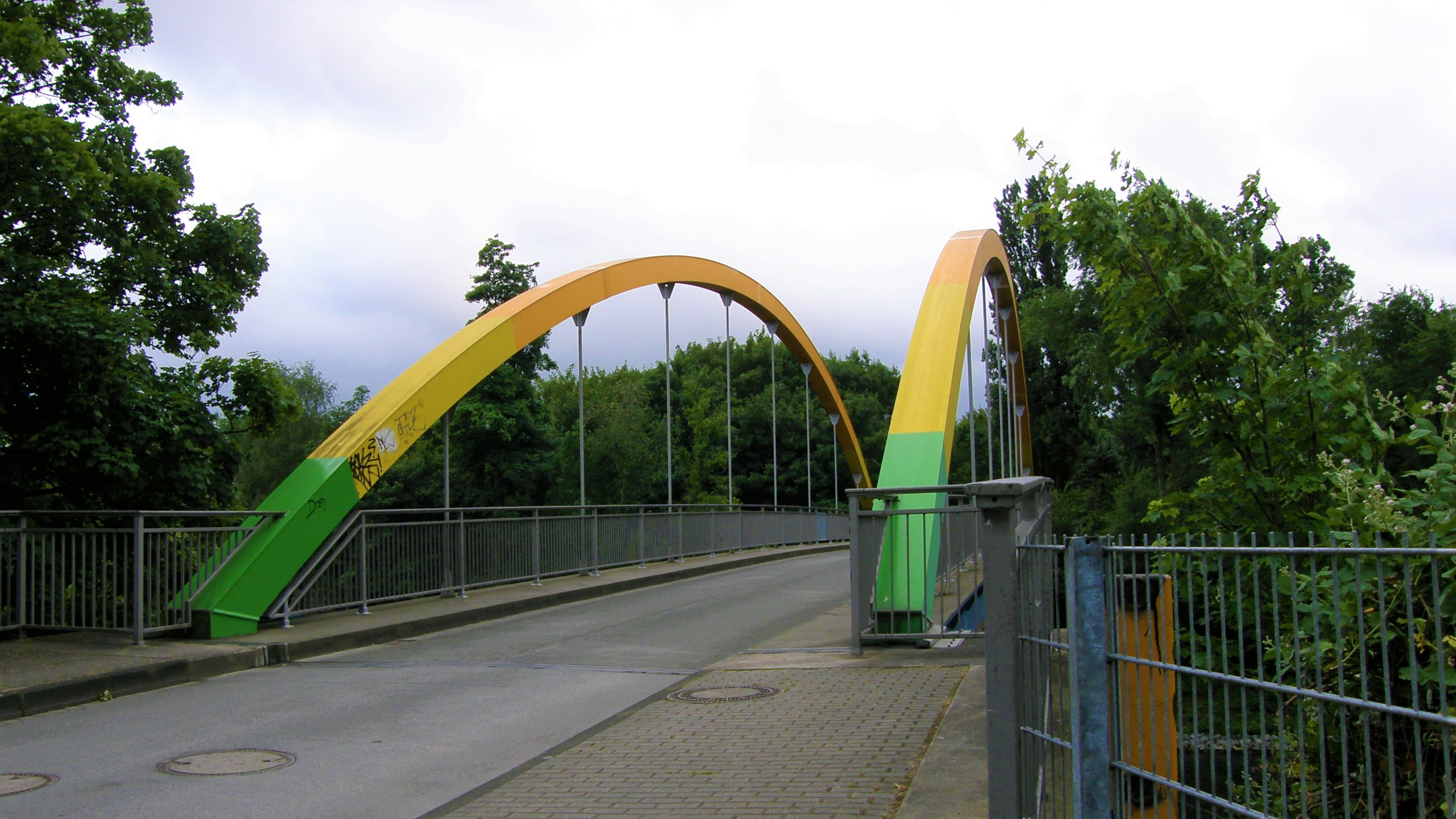
Kolkerhofbrücke

Als letztes in diesem Ensemble schließt sich eine Straßenbrücke an, die den kleinen Ortsteil Werthacker mit dem Gebiet des Kolksmannshofes verbindet. Die Straße, die über diese Brücke führt, heißt „Schwiesenkamp“, daher wird die Brücke von den Ortsansässigen auch Schwiesenkampbrücke genannt. Außer Anliegerverkehr begegnet man hier nur Fußgängern und Fahrradfahrern.

### Westlicher Teil
Im westlichen Abschnitt sind die Brücken alle in Nord-Süd-Richtung orientiert. Während am südlichen Ufer der Ruhr die Landstraße 140 (genannt „Ruhrdeich“) verläuft, befinden sich an den nördlichen Brückenköpfen die Überflutungsbereiche der Ruhraue:

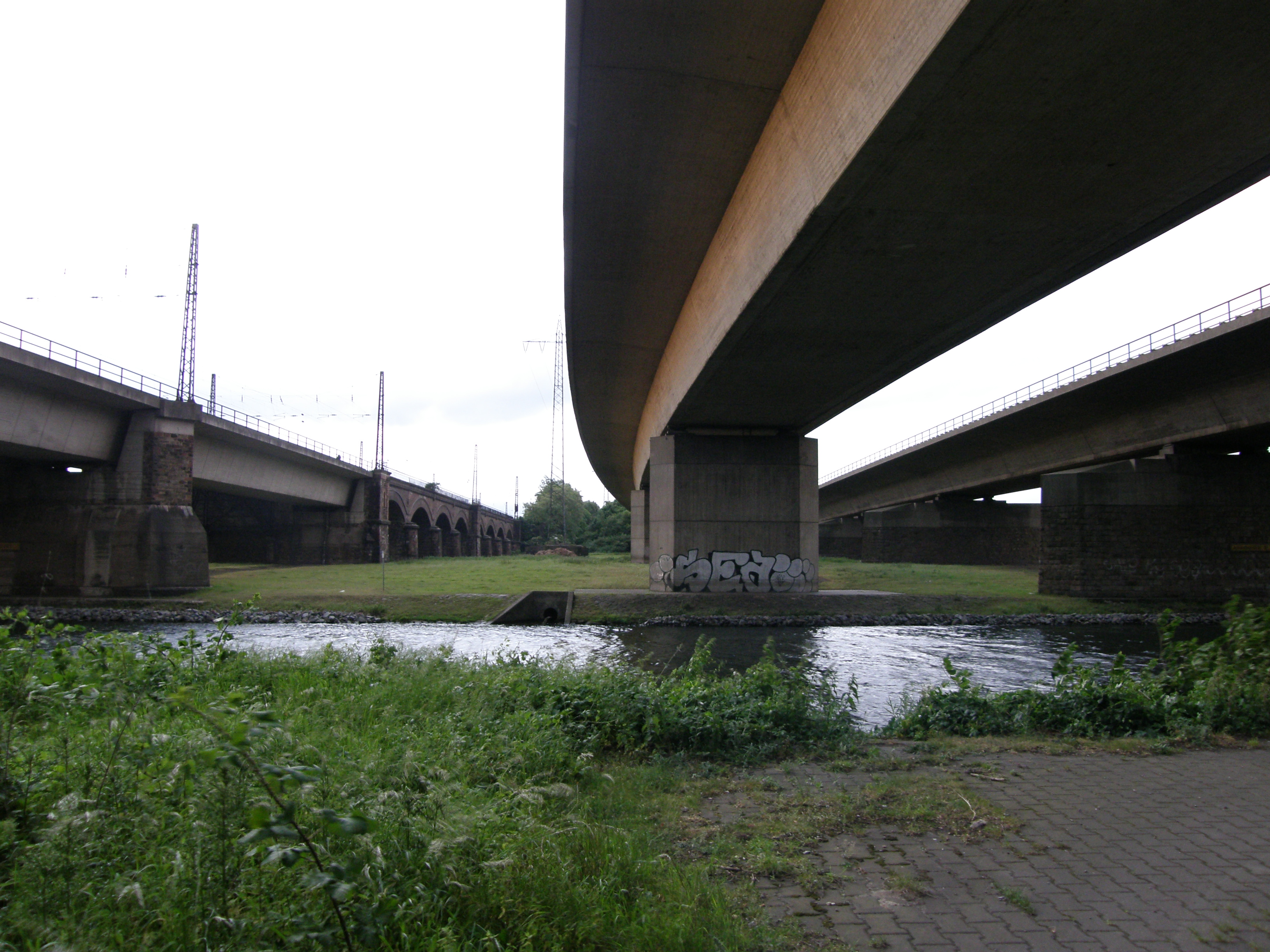
Rechts die A 3 auf zwei Einzelbrücken, links die viergleisige Eisenbahnbrücke

Autobahnbrücke:
(51° 26′ 56″ N, 6° 47′ 55″ O)
Nach der Einmündung des alten Ruhrarmes folgt als erstes die Ruhrquerung der Bundesautobahn 3, diese besteht aus einer Brücke pro Fahrtrichtung mit jeweils drei Fahrspuren und einem Standstreifen.
Die erste Autobahnbrücke an dieser Stelle wurde im Rahmen des Reichsautobahnprogrammes geplant und am 12. Dezember 1936 eröffnet, damals noch als einfache, vierstreifige Straße ohne Standstreifen und mit nur minimalen baulichen Trennungen der Richtungsspuren.
Eisenbahnbrücke:
(51° 26′ 56″ N, 6° 47′ 52″ O)
Unmittelbar westlich schließt sich stromabwärts eine heute viergleisige Eisenbahnbrücke mit drei Stahlfachwerkbögen mit massiven Vorflutbrücken an.
Die erste Brücke an dieser Stelle war 1879 von der Rheinischen Eisenbahn-Gesellschaft (RhE) im Zuge ihrer Bahnstrecke Duisburg–Quakenbrück gebaut worden. Die Preußischen Staatseisenbahnen (PSE) erweiterten 1890/1 die Strecke um ein zweites Gleis. 1911 eröffneten die PSE ihre neue Güterstrecke von Duisburg-Wedau bzw. Duisburg Hochfeld nach Oberhausen West, damit kamen das dritte und vierte Gleis hinzu.
Im Zweiten Weltkrieg wurde die Brücke zerstört, der Verkehr über eine alternative Trasse umgeleitet, die durch die Ruhraue in weitem Bogen am Kolkmannshof vorbei zur Abzweigstelle Kaiserberg führte. Diese Trasse, von der heute nur noch einzelne Abschnitte der ehemaligen Bahndämme in der Ruhraue erhalten sind, wurde 1948 aufgegeben, nachdem die direkte Brückenverbindung wiederhergestellt worden war. Heute dienen alle vier Gleise dem Güterverkehr.
Aakerfährbrücke:
(51° 26′ 59″ N, 6° 47′ 31″ O)

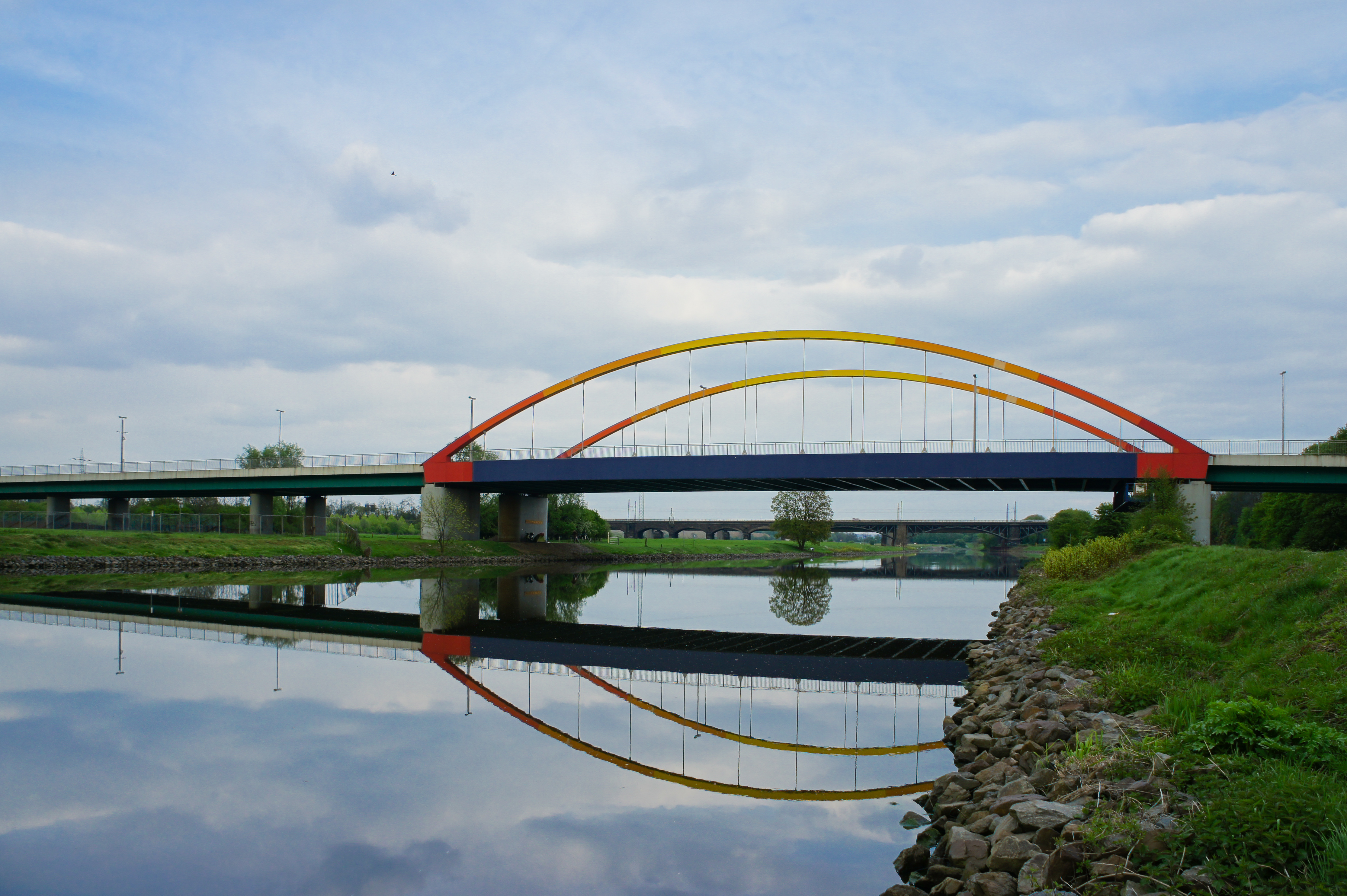
Neue Aakerfährbrücke, 1997 dem Verkehr übergeben

Ganz im Westen der Ruhraue verbindet die Aakerfährbrücke als vierspurige Straßenbrücke die Duisburger Stadtteile Duissern und Meiderich.